# TKG휴켐스
티케이지휴켐스 주식회사는 농협 계열사인 남해화학에서 2002년 9월 기업분할하여 설립된 정밀화학 및 기초화학 제품 전문 기업이다. 

## 업종 및 제품
정밀화학이란 정유 및 석유화학 등의 기초화학과 대비되는 개념으로, 기초화학 산업에서 원료를 공급받아 자동차 및 전자 등의 제조업체에서 사용되는 원부자재를 생산한다. 즉 정밀화학 업체는 원료를 생산하는 기초화학 업체와 최종 상품을 만드는 제조업체 사이의 중간 생산자에 해당한다.
DNT는 연질 폴리우레탄을 만드는데 사용되는 기초화학 물질이다. 폴리우레탄은 고무와 비슷한 합성물질로 자동차 내장재나 스판덱스 등의 의류에 사용된다. 휴켐스가 생산하는 DNT는 한화케에 전량이 공급된다.
MNB는 경질우레탄폼(MDI)의 원료이다. 건축자재 또는 가전제품의 단열재 등으로 사용된다. 금호미쓰이화학, 일본 미쓰이화학 등과 장기공급계약을 맺고 전량을 공급하고 있다. 질산은 한국바스프와 한국솔베이에 전량 공급한다.
휴켐스의 매출 비중은 67% 가량이 NT계열(DNT, MNB 등), 25% 가량이 NA계열(질산, 초안 등), 그리고 기타가 탄소배출권 및 암모니아 등에서 나온다.

## 사업
실적의 등락이 없이 꾸준히 흑자를 내고 있는 기업으로, 2011년부터 2013년까지 500억을 넘는 순이익을 매년 내왔다. 2014년 9월에는 유럽 2위 규모의 농화학ㆍ농기계 기업인 체코의 애그로퍼트(AGROFERT)그룹과 정밀화학 및 농화학 분야 공동투자 협약(MOU)을 체결했다.

## 지분 구조
휴켐스는 2010년 12월에 태광실업에 매각되었다. 현재 최대주주는 지분 26.03%를 보유한 태광실업이며 태광실업의 박연차 회장도 9.29%의 지분을 갖고 있다. 최대주주 및 특수관계인이 전체 주식의 40.02%를 보유중이다. 농협 계열의 남해화학에서 갈라져 나온 회사이므로, 농협경제지주주식회사도 8.33%의 지분을 갖고 있다. 휴켐스는 국민연금공단이 가장 많이 보유한 종목 중 하나로, 지분율 10.54%의 주요주주로 등록되어 있다.

## 편법 상속 논란
휴켐스는 현재 태광실업의 계열회사이며, 태광실업 계열사 가운데 유일한 상장 회사이다. 휴켐스의 주식은 박연차 전 태광실업 회장이 아들 박주환 부실장에게 무상증여되어, 편법 상속을 하는데 이용되었다.

## 참고 문헌
1. ↑  휴켐스, 유럽 2위 농화학ㆍ농기계 기업과 제휴 글로벌화 추진 헤럴드경제 2014.09.11
2. ↑  '말많던' 박연차 증여 지분, 태광실업 2세 승계에 활용, 3년 전 '휴켐스' 지분 무상 증여..양도 통해 오너 2세 지분율↑ 더벨 2013-11-08